# The Kenyon Review
The Kenyon Review ist eine vierteljährlich erscheinende amerikanische Literaturzeitschrift, die am Kenyon College in Gambier, Ohio angesiedelt ist. Unter der Herausgeberschaft von John Crowe Ransom in den Jahren 1939–1959 zählte sie zu den führenden Literaturzeitschriften der USA und war in dieser Zeit eines der wichtigsten Sprachrohre des New Criticism, einer formalistisch ausgerichteten literaturtheoretischen Schule. Heute erscheinen hier weniger theoretische Texte als vielmehr solche der Gegenwartsliteratur, insbesondere -lyrik.

## Geschichte
1937 wurde Gordon Keith Chalmers zum Präsidenten des bis dahin recht unbedeutenden Provinzcolleges in Gambier gewählt; umgehend setzte er sich, auch auf Anraten seiner Frau Roberta Teale Swartz die Gründung einer College-eigenen Literaturzeitschrift zum Ziel. Noch im selben Jahr gelang es ihm durch die Vermittlung Robert Frosts, John Crowe Ransom als Professor für Dichtung anzuwerben. Ransom hatte sich in seinen Jahren an der Vanderbilt University als einer der führenden Literaturkritiker des Landes profiliert und wollte sich zu dieser Zeit wieder ausschließlich der Literatur zuwenden, nachdem sich die von ihm mitgetragene agrarisch-konservative Bewegung der Southern Agrarians praktisch aufgelöst hatte. Ransom folgten noch 1938 zwei seiner vielversprechendsten Studenten – die jungen Dichter Randall Jarell und Robert Lowell – nach Gambier. Bald wurde die Einrichtung einer College-eigenen Literaturzeitschrift beschlossen. Die erste Ausgabe der Kenyon Review erschien im Winter 1939; als Herausgeber firmierte Ransom, als sein Stellvertreter Philip Blair Rice. In den nächsten Jahren wurde das Blatt zu einem der wichtigsten Publikationen des New Criticism, so veröffentlichten hier Robert Penn Warren und Cleanth Brooks einige ihrer wichtigsten Essays.

### Bibliographische Daten
- The Kenyon Review. Hrsg. vom Kenyon College, Gambier, Ohio. Erste Folge: 1939 (Jahrg. 1) – 1970 (Jahrg. 32) = Heft 1–128; Neue Folge: 1979 (Jahrg. 1) – heute = Heft 1 -. ISSN 0163-075X ; Vollständiges Inhaltsverzeichnis aller Nummern bei JSTOR.

### Anthologien mit Beiträgen zurKenyon Review
- John Crowe Ransom (Hrsg.): The Kenyon Critics: Studies in Modern Literature from the Kenyon Review. World Publishing Company, Cleveland und New York 1951.
- Robie Macauly (Hrsg.): Gallery of Modern Fiction: Stories From the Kenyon Review. Salem Press, New York 1966.

### Sekundärliteratur
- Ronald S. Berman: Macauley's Kenyon Review: The View from the Sixties In: The Sewanee Review 87:3, 1979. S. 500–507.
- Kirk R. Emmert: Kenyon Review. In: Ronald Lora und William Henry Longton (Hrsg.): The Conservative Press in Twentieth-Century America. Greenwood Press, Westport CT 1999. S. 261–268. (ISBN 0313213909)
- Gordon Hutner: Reviewing America: John Crowe Ransom's Kenyon Review. In: American Quarterly 44:1, 1992. S. 101–114.
- Marian Janssen: The Kenyon Review, 1939-1970: A Critical History. Louisiana State University Press, Baton Rouge 1990. ISBN 0807115223